# Rakotule
Rakotule is een plaats in de gemeente Karojba in de Kroatische provincie Istrië. De plaats telt 234 inwoners (2001).